# Polizeidienstausweis

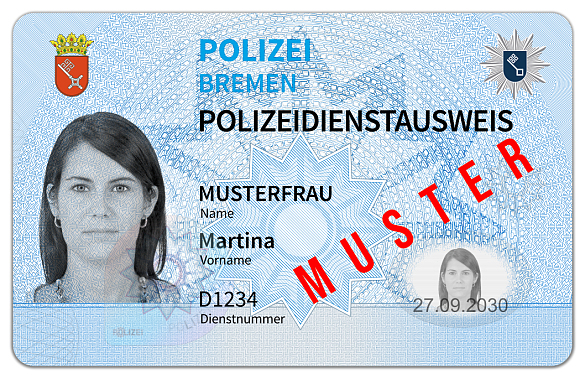
Vorderseite des bundeseinheitlichen Dienstausweises der Polizei Bremen

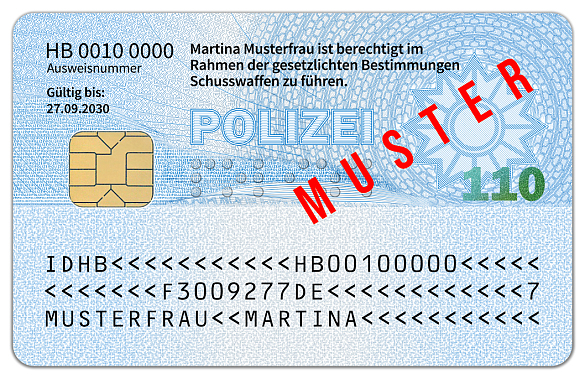
Rückseite des bundeseinheitlichen Dienstausweises der Polizei Bremen

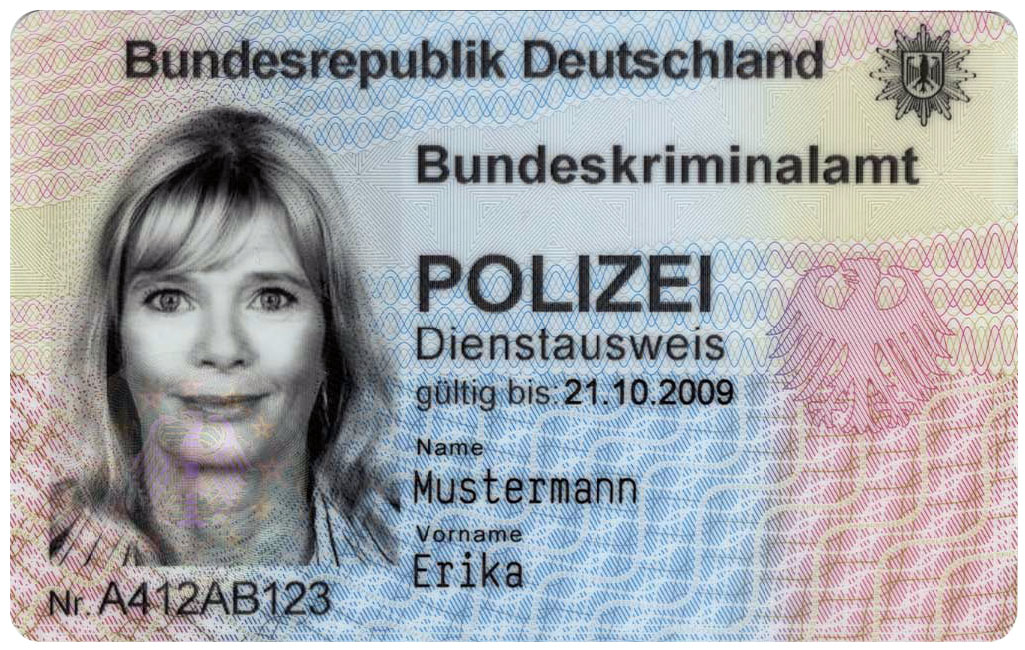
Polizeidienstausweis des Bundes seit 2018

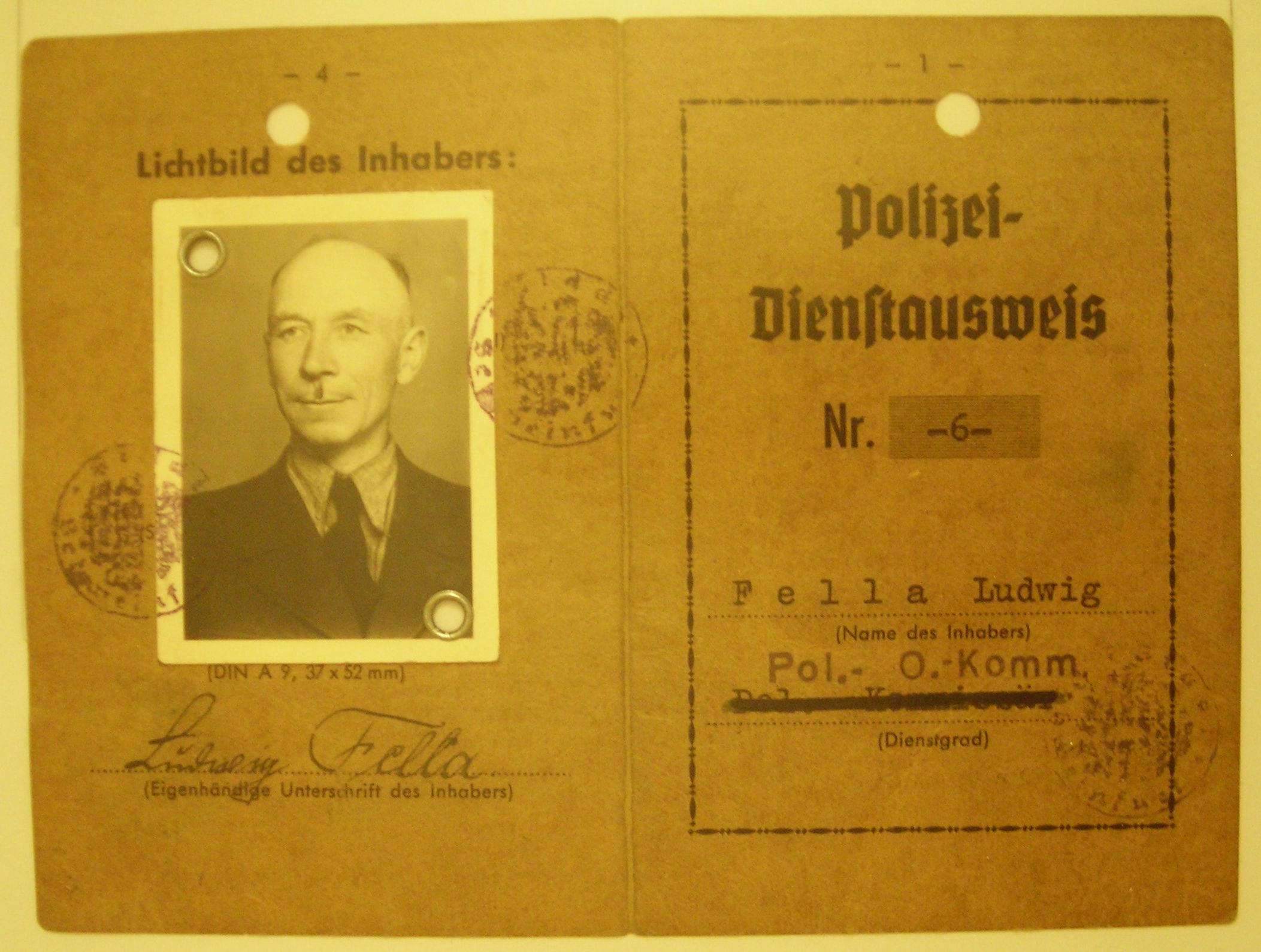
Polizei-Dienstausweis aus der Nachkriegszeit (Bayerische Polizei)

Polizeidienstausweise sind personalisierte Sicherheitsdokumente von Polizeibehörden, mit denen sich deren Inhaber gegenüber Dritten als Angehörige der Polizei ausweisen. Je nach Bundes- oder Landesregelung unterscheiden sich die Dienstausweise im Aussehen und den Funktionen. Polizeidienstausweise werden an Polizeivollzugsbeamten und auch an Beschäftigte und Verwaltungsbeamte ausgestellt. Dabei variieren einzelne Merkmale, wie die Farbe oder die verzeichnete Berufsbezeichnung, um zwischen den jeweiligen Laufbahnen, Funktionen und Berufsgruppen zu differenzieren.

## Allgemeines
Der Polizeidienstausweis dient vornehmlich als Sicherheitsdokument, mit dem sich Polizeivollzugsbeamte ausweisen. Er kann über verschiedene Sicherheitsmerkmale verfügen. Das Aussehen, die Form, die Funktionsweise, das Material und die Struktur der Ausweise variieren dabei von Polizeibehörde zu Polizeibehörde. In der Regel bestehen die Ausweise aus Papier oder aus Plastik (bzw. Polycarbonat) und werden im Scheckkartenformat (ISO/IEC 7810) oder Chipkartenformat ausgegeben. Auf dem Ausweis befinden sich der jeweilige Polizeistern, der Familien- und Vorname, ggf. die Amtsbezeichnung, ggf. die Dienstnummer sowie ein Lichtbild des Inhabers. Auf Polizeidienstausweisen aus Papier befindet sich zusätzlich die Unterschrift des Beamten und das Dienstsiegel der beschäftigenden Dienststelle, wobei Papierausweise nur noch selten verwendet werden.
Einige Polizeibehörden haben Dienstausweise mit integrierten Chips eingeführt, um die Nutzungsmöglichkeiten des Dienstausweises zu erweitern. So ermöglicht beispielsweise der niedersächsische elektronische Dienstausweis (eDA) mit integriertem RFID-Chip zusätzliche Funktionen, wie die Bedienung von EDV-Geräten und IT-Anwendungen.
Die Dienstausweise lösen teils die Kriminaldienstmarken ab, die in den meisten Fällen weiterhin zusätzlich genutzt werden. Dabei ist häufig vorgeschrieben, dass die Kriminaldienstmarke den Dienstausweis nicht ersetzt und auf Verlangen zusätzlich vorgezeigt werden muss. In Niedersachsen heißt es zum Beispiel: „Die sogenannte Kriminaldienstmarke behält ihre Gültigkeit und kann, ergänzend zum eDA, von den dafür legitimierten Beamtinnen und Beamten weiter zu Ausweiszwecken vorgezeigt werden. Sie gilt allerdings nicht als Ersatz!“
Die Pflicht zum Ausweisen und der Umgang mit dem Dienstausweis ist in den Bundes- und Landesgesetzen unterschiedlich geregelt. Unter Umständen befinden sich die Vorgaben in ergänzenden (Dienst-)Vorschriften oder Erlassen, teilweise sind auch keine genauen Maßgaben definiert. In diesen Vorschriften kann die generelle Ausweispflicht jedoch auch eingeschränkt werden, wie etwa in Nordrhein-Westfalen. Dort haben Polizeibeamte den Dienstausweis bei Amtshandlungen auf Verlangen vorzuzeigen, beim Einsatz in Zivilkleidung haben sie dies unaufgefordert zu tun. Der Ausweis braucht nicht vorgezeigt zu werden, wenn der Zweck der Amtshandlung dadurch beeinträchtigt wird oder durch das Vorzeigen der Polizeibeamte gefährdet wird. Ähnliches gilt in Niedersachsen.
Die Echtheit des Ausweises bzw. die Verifizierung des Inhabers kann im Zweifel auch über die örtlich zuständige Polizeidienststelle oder bei Dringlichkeit sowie in Notfällen über den Polizeinotruf erfolgen.

## Berlin
Im Land Berlin sind die Ausweise für Auszubildende weiß, für Beamte der Schutzpolizei grün, Kriminalpolizisten führen rote Ausweise, Angestellte gelbe und die grauen Dienstausweise werden für das Verwaltungspersonal ausgegeben.

## Schleswig-Holstein
In Schleswig-Holstein sind die Ausweise der Vollzugsbeamten in einem dunklen blaugrünen Ton gehalten, diejenigen der Angestellten und Verwaltungsbeamten dagegen in einem hellen Grün.
Abgesehen von der Farbgebung, lässt sich die Laufbahnzugehörigkeit auch durch die angegebene Amtsbezeichnung erkennen, z. B. Polizeioberkommissar (BesGr. A10, gehobener Dienst).
Die Landesregierung SH hat im Februar 2023 beschlossen, digitale Chip-Karten bei der Landespolizei einzuführen und die Ausweise als Scheckkarte, anstelle eines Papierformates, auszugeben.

## Sachsen
Im Freistaat Sachsen besteht der Polizeidienstausweis nach wie vor aus Papier.

## Niedersachsen
Seit Mai 2021 verfügen alle Bediensteten der Polizei Niedersachsen über einen elektronischen Dienstausweis (eDA oder eDienstausweis) im Scheckkartenformat. Damit löste das Hochsicherheitsdokument den grünen Papierausweis fast vollständig ab, der zuvor rund 34 Jahre als Dienstausweis genutzt wurde. Der neue Ausweis verfügt über mehrere Sicherheitsmerkmale, wie der farblich veränderbare Umriss Niedersachsens, fünf Hologramme des Landeswappens, Guillochenmotive und feine Linienmuster mit dem Schriftzug „Polizei Niedersachsen“ in Mikrodruck. Auf dem Dokument wird zwischen Polizeivollzug und Polizeiverwaltung unterschieden. Laut Erlass darf der Dienstausweis nur für dienstliche Zwecke verwendet werden. Der elektronische Dienstausweis wurde von der Zentralen Polizeidirektion Niedersachsen entwickelt und verfügt über einen RFID-Chip für die Nutzung von verschiedenen Computergeräten und -anwendungen.